# 五村 (長浜市)
五村（ごむら）とは、滋賀県長浜市の虎姫地域にある町である。

## 教育
- 高等学校
  - 滋賀県立虎姫高等学校
- 小学校・中学校
  - 長浜市立虎姫学園(長浜市編入前は虎姫町立虎姫小学校）

## 人口

### 人口
273人（2024年時点）

### 世帯
117世帯（2024年時点）

## 有名なもの
- 長浜市立虎姫学園
- 五村別院